# Trận Kesselsdorf
Trận Kesselsdorf, còn viết là Trận Kesseldorf, là trận đánh lớn cuối cùng của cuộc Chiến tranh Schliesen lần thứ hai và cũng là trận đánh lớn duy nhất của chiến dịch tấn công ngắn ngủi của Quân đội Đế quốc La Mã Thần thánh nhằm vào Vương quốc Phổ vào cuối năm 1745. Trong trận chiến này, Quân đội Phổ dưới quyền Leopold I, Vương công xứ Anhalt-Dessau đã tấn công dồn dập và đè bẹp quân Liên minh Áo - Sachsen, bẻ gãy hoàn toàn cuộc tiến công của Quân đội Đế quốc La Mã Thần thánh. Chiến thắng tại Kesselsdorf được xem là chiến công cuối cùng của Leopold I, được mệnh danh là "Người Dessau Lớn" (Alte Dessauer). Ngoài ra, đây là một thắng lợi quyết định của người Phổ góp phần dẫn đến sự kết thúc của cuộc Chiến tranh Schliesen lần thứ hai - một phần của cuộc Chiến tranh Kế vị Áo - vào tháng 12 năm 1745, theo đó người Phổ giữ vững quyền kiểm soát tỉnh Schliesen.
Vào tháng 11 năm 1745, cuộc tiến công nước Phổ của Quân đội La-Đức đã gặp bất lợi khi quân đội của vua Friedrich II của Phổ (tức là Friedrich Đại đế) giành thắng lợi trong một số cuộc chiến nhỏ nhoi, đánh tan một đạo quân Áo-Sachsen dưới quyền Vương công Karl Alexander xứ Lothringen trong trận Hennersdorf tại Schliesen. Trong khi ấy, Vương công Leopold I quyết định dẫn đạo quân Phổ thứ hai tiến xuống sông Elbe từ Magdeburg để giao tranh với quân chủ lực Sachsen cùng với một Quân đoàn Áo trợ chiến dưới quyền Thống chế Friedrich August Rutowsky. Mặc dù Rutowsky có lợi thế nhỏ nhoi về quân số, ông cố thủ tại Kesselsdorf cách kinh thành Dresden về phía Tây Nam. Trận chiến bùng nổ vào buổi chiều ngày 15 tháng 12 năm 1745, với một cuộc tập kích trực diện khốc liệt của quân Phổ. Tuy ban đầu cuộc tấn công của người Phổ bị người Sachsen đánh bại, quân Sachsen lại rời bỏ cứ điểm của mình để tập kích quân Phổ, khiến cho lực lượng Pháo binh của họ bị khuất bóng. Quân đội Phổ phản công, đẩy lùi quân Sachsen và đánh bọc sườn trái của họ. Trước khi màn đêm buông xuống, quân Phổ lại tấn công và đánh thắng trung quân Sachsen, buộc đối phương phải thoái binh trước khi bị lực lượng Bộ binh Phổ triệt tiêu. Cái ngày ngắn ngủi trong tháng 12 ấy đã chấm dứt với chiến thắng toàn diện của Quân đội Phổ trên chiến trường Kessesldorf phủ tuyết. Tuy Quân đoàn Áo không tham chiến, họ cũng triệt thoái theo chân quân Sachsen của Rutowsky. Trên đường rút, quân Đồng minh tiếp cận đạo quân cứu viện của Vương công Karl nhưng Karl quay đi.. Cũng giống như các trận đánh trước, một lần nữa sự kiên cường của Bộ binh Phổ được xem là nguyên nhân thắng lợi cho họ trong các trận giáp lá cà ở trung tâm.
Trận Kesselsdorf được xem là một trong những trận đánh đẫm máu nhất trong cuộc Chiến tranh Kế vị Áo. Đây là một chiến thắng đắt giá của quân Phổ, song quân Sachsen bị tan nát. Sachsen đã bị đánh quỵ hoàn toàn và quân đội Phổ cũng tràn vào Dresden. Ngoài ra, với 4 thảm bại liên tiếp trong vòng 7 tháng mà trong đó có chiến thắng Kesselsdorf, hào khí của Đại Công nương Maria Theresia của Áo đến đây đã tan vỡ và bà phải chấp nhận Hiệp định Dresden củng cố quyền thống trị tỉnh Schlesien của nhà vua nước Phổ.